# 長崎村 (宮城県)
長崎村（ながさきむら）は、昭和30年（1955年）まで宮城県栗原郡中部にあった村。現在の栗原市一迫の南部にあたる。

## 沿革
- 明治8年（1875年）10月17日 - 水沢県による村落統合にともない、大川口村を長崎村に編入。
- 明治22年（1889年）4月1日 - 町村制施行にともない、長崎村単独で村制施行。
- 昭和30年（1955年）4月1日 - 一迫町・金田村および姫松村の一部（王沢）と合併し、新制の一迫町となる。

## 行政
- 歴代村長

| 代 | 氏名       | 就任                      | 退任                       | 備考 |
| -- | ---------- | ------------------------- | -------------------------- | ---- |
| 1  | 門伝昌晁   | 明治26年（1893年）5月15日 | 明治44年（1911年）6月5日   |      |
| 2  | 氏家平蔵   | 明治44年（1911年）6月24日 | 大正2年（1913年）4月10日   |      |
| 3  | 斎藤吉治郎 | 大正2年（1913年）5月1日   | 大正2年（1913年）12月26日  |      |
| 4  | 門伝雄吾   | 大正3年（1914年）3月27日  | 昭和5年（1930年）6月30日   |      |
| 5  | 門伝勝太郎 | 昭和5年（1930年）11月1日  | 昭和21年（1946年）11月12日 |      |
| 6  | 曾根右作   | 昭和22年（1947年）4月16日 | 昭和30年（1955年）3月31日  | 再任 |